# Władysław Skotarek
Władysław Skotarek (ur. 6 maja 1894 w Wojnowicach, zm. 29 grudnia 1969 w Poznaniu) – polski malarz, grafik, rzeźbiarz, urzędnik pocztowy.

## Życiorys
Syn chłopa Tomasza i Józefy z domu Śliwińskiej, brat Jana. Uczęszczał w Poznaniu do gimnazjum niemieckiego w latach 1906–1913. Rozpoczął samodzielne studia malarskie po ukończeniu siedmiu klas. Uczestniczył aktywnie w pracach Towarzystwa Tomasza Zana, Wojskowej Organizacji Niepodległościowej „Zarzewie” i Tajnej Organizacji Niepodległościowej w latach 1913–1915. Od 1913 do 1917 roku w Poznaniu początkując jako artysta pracował i praktykował w zakładach witrażownictwa i malarstwa ściennego „Polichrom”. W roku 1916 i 1918 był powoływany do służby wojskowej w armii niemieckiej w czasie I wojny światowej. Należał do Naczelnej Rady Ludowej oraz Rady Robotników i Żołnierzy w latach 1918–1919. Uczestniczył od roku 1918 w dyskusjach artystycznych „Zdroju”, zamieszczając w nim rysunki i drzeworyty bliskie tendencjom formistycznym (np. cykl Formy, Skrzypek, Z chwili stagnacji, Okno) i ekspresjonistycznym (m.in. Panika, Z ulicy), które były typowe dla rozwoju plastyki polskiej lat 1918–1921. Członek grupy plastycznej „Bunt” i współuczestniczył w jej wystawach w kwietniu 1918 roku w Poznaniu i w czerwcu 1918 roku w Berlinie. Przyjaźnił się ze Stanisławem Przybyszewskim oraz jego córką Stanisławą. W Poznaniu w 1922 i 1931 roku odbyły się wystawy indywidualne jego twórczości plastycznej oraz w Berlinie i Moskwie. Malarstwo porzucił po 1926 roku. Od 1918 do 1939 roku w poznańskiej Dyrekcji Poczt i Telegrafów pracował na różnych stanowiskach. W Gdańsku organizował w 1920 roku placówkę pocztową. Podczas II wojny światowej przebywał w Mielcu, Radomyślu Wielkim, Łoniowej i Przecławiu. Do Poznania powrócił po zakończeniu wojny i pracował w Dyrekcji Okręgu Poczty i Telekomunikacji do 1965 roku. Od 1947 do 1954 roku należał do Stronnictwa Demokratycznego. Wznowił działalność artystyczną po wojnie tworząc rzeźby w drewnie pokrewne drzeworytom z okresu „Zdroju”. Zmarł w Poznaniu 29 grudnia 1969 roku i pochowany został na cmentarzu Sołackim. W 2011 r. grób został przeniesiony na cmentarz Górczyński.
Dwukrotnie żonaty: od 1920 roku z Janiną Zofią Przybylską, nauczycielką gimnazjum i poetką „Zdroju”, z którą miał córki Barbarę i Mirosławę, a od 1951 roku z Haliną Łęcką, lekarką.
Jego rysunki i grafiki znalazły się w Muzeum Narodowego w Poznaniu (sygn. Gr. 836-837; G. 25083-25084), a rzeźby pozostały w posiadaniu rodziny.

## Odznaczenia
- Medal Niepodległości – 9 listopada 1932 „za pracę w dziele odzyskania niepodległości”[5]